# Arrhenothrix
Arrhenothrix är ett släkte av fjärilar. Arrhenothrix ingår i familjen juvelvingar.
Kladogram enligt Catalogue of Life:
| Arrhenothrix | \| \| Arrhenothrix penicilligera \| \| \| \| \| \| Arrhenothrix vaja \| \| \| \| |
|              | \| \| Arrhenothrix penicilligera \| \| \| \| \| \| Arrhenothrix vaja \| \| \| \| |
|              | Arrhenothrix penicilligera                                                       |
|              |                                                                                  |
|              | Arrhenothrix vaja                                                                |
|              |                                                                                  |